# 와글와글 시장이좋아
<와글와글 시장이좋아>는 2008년 5월 12일 첫방송을 시작한 JTV의 방송 프로그램이다. 이후 2009년 3월 9일 노래 경연 형식의 <와글와글 시장가요제>로 프로그램 명칭을 변경하여, 2019년까지 방송하였으며,
코로나19의 영향으로 2020년부터 2021년까지 프로그램 명칭을 <와글와글 시장이좋아>로 변경하여 방송하였다.